# 聖何塞拉斯弗洛雷斯 (查拉特南戈省)
14°03′N 88°50′W / 14.050°N 88.833°W
聖何塞拉斯弗洛雷斯（西班牙語：Las Flores），是薩爾瓦多的城鎮，位於該國西北部，由查拉特南戈省負責管轄，面積26.22平方公里，海拔高度425米，2007年人口1,583，人口密度每平方公里60.37人。